# Marko Grujić
Marko Grujić (en serbe en écriture cyrillique : Марко Грујић),est un footballeur international serbe né le 13 avril 1996 à Belgrade en Yougoslavie (auj. en Serbie). Il évolue au poste de milieu de terrain au FC Porto.

## Biographie

### Carrière en club
Natif de Belgrade, Marko Grujić commence la pratique du football à l'âge de sept ans au sein du FK Zvezdara (en) avant d'être repéré par l'Étoile rouge de Belgrade qui le recrute deux ans plus tard. Il intègre l'équipe première au cours de la saison 2012-2013 et dispute sa première rencontre le 26 mai 2013 contre le Vojvodina Novi Sad, peu après ses 17 ans. Inutilisé par la suite pendant un peu plus d'un an, il est brièvement prêté en deuxième division au FK Kolubara pour le début de l'exercice 2014-2015, disputant cinq matchs pour deux buts avant de faire son retour à Belgrade où il apparaît à dix reprises durant le reste de la saison.
Grujić s'impose comme un titulaire régulier durant la saison 2015-2016, qui le voit prendre part à 29 rencontres en championnat, dont 27 comme titulaire, pour six buts marqués et sept passes décisives délivrées, contribuant activement à la victoire du club en championnat au terme de l'exercice. Ses performances lui valent d'être recruté par l'équipe anglaise de Liverpool au cours du mois de janvier 2016, malgré l'opposition initiale de son père, avant d'être renvoyé à Belgrade en prêt pour la fin de saison. Il est le premier joueur recruté par le club anglais sous l'ère Jürgen Klopp.
Intégrant l'effectif de son nouveau club à l'été 2016, il y fait ses débuts le 22 août 2016 à l'occasion d'une défaite 2-0 face à Burnley en rentrant à la place d'Adam Lallana à la 78e minute. Son temps de jeu est par la suite très sporadique, Grujić ne disputant qu'un peu plus de 200 minutes sur l'ensemble de l'exercice 2016-2017. Cette situation se poursuit au cours de la première partie de la saison suivante, qui le voit malgré tout effectuer deux brèves apparitions en Ligue des champions, le joueur étant finalement prêté en deuxième division à Cardiff City durant le premier semestre 2018. Il dispute par la suite treize matchs sous ces couleurs pour un but marqué contre Barnsley le 6 mars 2018, et contribue activement à la promotion du club qui termine second à l'issue de l'exercice.
À l'issue de ce premier prêt, Grujić s'en va cette fois pour l'Allemagne où il rejoint les rangs de l'Hertha Berlin et se démarque au milieu de terrain en inscrivant notamment cinq buts en 22 matchs, malgré des problèmes liées aux blessures. Son entraîneur Pal Dardai le décrit ainsi comme « de loin le meilleur milieu [du club] en 20 ans ». Son prêt est par la suite prolongé pour une saison supplémentaire, période durant laquelle il apparaît 29 fois pour quatre buts en championnat.
Effectuant son retour à Liverpool durant l'été 2020, Grujić dispute deux matchs de Coupe de la Ligue à la fin du mois de septembre, marquant notamment son premier but avec le club le 24 septembre lors d'une large victoire 7-2 contre Lincoln City, avant d'être envoyé à nouveau en prêt dans l'équipe portugaise du FC Porto pour le reste de la saison 2020-2021.
En juillet 2021, il est à nouveau prêté au FC Porto, cette fois avec une obligation d'achat fixée à environ 12,5 millions d'euros,. Il est sous contrat avec le club portugais jusqu'en juin 2026.

### Carrière internationale
Passé par la plupart des catégories d'âge des équipes de jeunes de la Serbie, Marko Grujić participe notamment championnat d'Europe des moins de 19 ans en 2014, où les siens s'inclinent en demi-finale contre le Portugal aux tirs au but, ainsi qu'à la Coupe du monde des moins de 20 ans de 2015 durant laquelle il dispute cinq matchs et participe à la victoire de la sélection serbe,.
Il est appelé pour la première avec la sélection A par Slavoljub Muslin durant le mois de mars 2016 mais doit attendre deux mois supplémentaires pour connaître sa première sélection le 25 mai 2016 lors d'un match amical contre Chypre. Il est par la suite intégré au sein de la délégation qui prend part à la Coupe du monde 2018, bien qu'il n'y fasse pas la moindre apparition. Il dispute sa première rencontre de compétition le 15 novembre 2020 face à la Hongrie dans le cadre de la Ligue des nations.
Le 11 novembre 2022, il est sélectionné par Dragan Stojković pour participer à la Coupe du monde 2022.

## Palmarès
Serbie -20 ans
- Champion du monde des moins de 20 ans en 2015.

 Étoile rouge de Belgrade
- Champion de Serbie en 2016.

 Cardiff City
- Vice-champion d'Angleterre de deuxième division en 2018.

 FC Porto
- Champion du Portugal en 2022.
  - Vice-champion du Portugal en 2021 et 2023.
- Vainqueur de la Coupe du Portugal en 2022, 2023 et 2024.
- Vainqueur de la Supercoupe du Portugal en 2020, 2022 et 2024.
- Vainqueur de la Coupe de la Ligue en 2023.

## Statistiques
| Saison                | Club                      | Championnat           | Championnat | Championnat | Coupe nationale | Coupe nationale | Coupe de la Ligue | Coupe de la Ligue | Supercoupe | Supercoupe | Compétition(s) continentale(s) | Compétition(s) continentale(s) | Compétition(s) continentale(s) | Total | Total |
| Saison                | Club                      | Division              | M.          | B.          | M.              | B.              | M.                | B.                | M.         | B.         | Comp.                          | M.                             | B.                             | M.    | B.    |
| 2012-2013             | Étoile rouge de Belgrade  | SuperLiga             | 1           | 0           | -               | -               | -                 | -                 | -          | -          | -                              | -                              | -                              | 1     | 0     |
| 2013-2014             | Étoile rouge de Belgrade  | SuperLiga             | -           | -           | -               | -               | -                 | -                 | -          | -          | -                              | -                              | -                              | 0     | 0     |
| Sous-total            | Sous-total                | Sous-total            | 1           | 0           | 0               | 0               | 0                 | 0                 | 0          | 0          | -                              | 0                              | 0                              | 1     | 0     |
| 2014-2015             | Kolubara Lazarevac (prêt) | Prva Liga             | 5           | 2           | -               | -               | -                 | -                 | -          | -          | -                              | -                              | -                              | 5     | 2     |
| 2014-2015             | Étoile rouge de Belgrade  | SuperLiga             | 9           | 0           | 1               | 0               | -                 | -                 | -          | -          | -                              | -                              | -                              | 10    | 0     |
| 2015-2016             | Étoile rouge de Belgrade  | SuperLiga             | 29          | 6           | 1               | 0               | -                 | -                 | -          | -          | -                              | -                              | -                              | 30    | 6     |
| Sous-total            | Sous-total                | Sous-total            | 38          | 6           | 2               | 0               | 0                 | 0                 | 0          | 0          | -                              | 0                              | 0                              | 40    | 6     |
| 2016-2017             | Liverpool FC              | Premier League        | 5           | 0           | -               | -               | 3                 | 0                 | -          | -          | -                              | -                              | -                              | 8     | 0     |
| 2017-2018             | Liverpool FC              | Premier League        | 3           | 0           | -               | -               | 1                 | 0                 | -          | -          | C1                             | 2                              | 0                              | 6     | 0     |
| 2020-2021             | Liverpool FC              | Premier League        | -           | -           | -               | -               | 2                 | 1                 | -          | -          | -                              | -                              | -                              | 2     | 1     |
| Sous-total            | Sous-total                | Sous-total            | 8           | 0           | 0               | 0               | 6                 | 1                 | 0          | 0          | -                              | 2                              | 0                              | 16    | 1     |
| 2017-2018             | Cardiff City (prêt)       | Championship          | 8           | 1           | 1               | 0               | -                 | -                 | -          | -          | -                              | -                              | -                              | 9     | 1     |
| 2018-2019             | Hertha Berlin (prêt)      | Bundesliga            | 22          | 5           | 1               | 0               | -                 | -                 | -          | -          | -                              | -                              | -                              | 23    | 5     |
| 2019-2020             | Hertha Berlin (prêt)      | Bundesliga            | 29          | 4           | 2               | 0               | -                 | -                 | -          | -          | -                              | -                              | -                              | 31    | 4     |
| Sous-total            | Sous-total                | Sous-total            | 51          | 9           | 3               | 0               | 0                 | 0                 | 0          | 0          | -                              | 0                              | 0                              | 54    | 9     |
| 2020-2021             | FC Porto (prêt)           | Primeira Liga         | 23          | 2           | 5               | 0               | 2                 | 0                 | 1          | 0          | C1                             | 8                              | 0                              | 39    | 2     |
| 2021-2022             | FC Porto (prêt)           | Primeira Liga         | 21          | 1           | 5               | 0               | 1                 | 0                 | -          | -          | C1+C3                          | 6+3                            | 0                              | 36    | 1     |
| 2022-2023             | FC Porto                  | Primeira Liga         | 24          | 1           | 7               | 0               | 3                 | 0                 | 1          | 0          | C1                             | 4                              | 0                              | 39    | 1     |
| 2023-2024             | FC Porto                  | Primeira Liga         | 10          | 0           | 5               | 0               | 2                 | 0                 | 1          | 0          | C1                             | 3                              | 0                              | 21    | 0     |
| 2024-2025             | FC Porto                  | Primeira Liga         | 2           | 0           | -               | -               | -                 | -                 | 1          | 0          | C3                             | 2                              | 0                              | 5     | 0     |
| Sous-total            | Sous-total                | Sous-total            | 80          | 4           | 22              | 0               | 8                 | 0                 | 4          | 0          | -                              | 26                             | 0                              | 140   | 4     |
| Total sur la carrière | Total sur la carrière     | Total sur la carrière | 191         | 22          | 28              | 0               | 14                | 1                 | 4          | 0          | -                              | 28                             | 0                              | 265   | 23    |